# Équipe du Canada de hockey sur glace aux Jeux olympiques de 2014
L'Équipe du Canada de hockey sur glace remporte les Jeux olympiques de 2014.

## Préparation
En vue des Jeux olympiques d'hiver de 2014 où l'équipe du Canada est qualifiée directement, Hockey Canada organise un camp d'orientation à Calgary du 25 au 28 août 2013 avec 47 joueurs.
| No    | Nom                 | Position       | Club                      |
| ----- | ------------------- | -------------- | ------------------------- |
| +020, | Corey Crawford      | Gardien de but | Blackhawks de chicago     |
| +070, | Braden Holtby       | Gardien de but | Capitals de Washington    |
| +001, | Roberto Luongo      | Gardien de but | Canucks de Vancouver      |
| +031, | Carey Price         | Gardien de but | Canadiens de Montréal     |
| +041, | Mike Smith          | Gardien de but | Coyotes de Phoenix        |
| +027, | Karl Alzner         | Défenseur      | Capitals de Washington    |
| +019, | Jay Bouwmeester     | Défenseur      | Maple Leafs de Toronto    |
| +022, | Dan Boyle           | Défenseur      | Sharks de San José        |
| +008, | Drew Doughty        | Défenseur      | Kings de Los Angeles      |
| +052, | Mike Green          | Défenseur      | Capitals de Washington    |
| +002, | Dan Hamhuis         | Défenseur      | Canucks de Vancouver      |
| +003, | Travis Hamonic      | Défenseur      | Islanders de New York     |
| +002, | Duncan Keith        | Défenseur      | Blackhawks de Chicago     |
| +058, | Kristopher Letang   | Défenseur      | Penguins de Pittsburgh    |
| +003, | Marc Methot         | Défenseur      | Sénateurs d'Ottawa        |
| +003, | Dion Phaneuf        | Défenseur      | Maple Leafs de Toronto    |
| +027, | Alex Pietrangelo    | Défenseur      | Blues de Saint-Louis      |
| +007, | Brent Seabrook      | Défenseur      | Blackhawks de Chicago     |
| +018, | Marc Staal          | Défenseur      | Rangers de New York       |
| +076, | P.K. Subban         | Défenseur      | Canadiens de Montréal     |
| +044, | Marc-Edouard Vlasic | Défenseur      | Sharks de San José        |
| +006, | Shea Weber          | Défenseur      | Predators de Nashville    |
| +037, | Patrice Bergeron    | Centre         | Bruins de Boston          |
| +077, | Jeff Carter         | Centre         | Kings de Los Angeles      |
| +039, | Logan Couture       | Centre         | Sharks de San José        |
| +087, | Sidney Crosby       | Centre         | Penguins de Pittsburgh    |
| +009, | Matt Duchene        | Centre         | Avalanche du Colorado     |
| +015, | Ryan Getzlaf        | Centre         | Ducks d'Anaheim           |
| +028, | Claude Giroux       | Centre         | Flyers de Philadelphie    |
| +063, | Brad Marchand       | Centre         | Bruins de Boston          |
| +010, | Mike Richards       | Centre         | Kings de Los Angeles      |
| +012, | Eric Staal          | Centre         | Hurricanes de la Caroline |
| +011, | Jordan Staal        | Centre         | Hurricanes de la Caroline |
| +091, | Steven Stamkos      | Centre         | Lightning de Tampa Bay    |
| +091, | John Tavares        | Centre         | Islanders de New York     |
| +019, | Joe Thornton        | Centre         | Sharks de San José        |
| +019, | Jonathan Toews      | Centre         | Blackhawks de Chicago     |
| +014, | Jordan Eberle       | Ailier droit   | Oilers d'Edmonton         |
| +018, | James Neal          | Ailier droit   | Penguins de Pittsburgh    |
| +010, | Corey Perry         | Ailier droit   | Ducks d'Anaheim           |
| +010, | Patrick Sharp       | Ailier droit   | Blackhawks de Chicago     |
| +026, | Martin St-Louis     | Ailier droit   | Lightning de Tampa Bay    |
| +014, | Chris Kunitz        | Ailier gauche  | Penguins de Pittsburgh    |
| +016, | Andrew Ladd         | Ailier gauche  | Jets de Winnipeg          |
| +017, | Milan Lucic         | Ailier gauche  | Bruins de Boston          |
| +061, | Rick Nash           | Ailier gauche  | Rangers de New York       |